# Златорыб
Златорыб (пол. Złotoryb) — польский дворянский герб.

## Описание
Щит рассечен, в правом белом поле закрытая книга, окруженная двумя лавровыми ветвями и сопровождаемая сверху золотой шестиугольной звездой; в левом красном поле белое орлиное крыло, поднятое концом вверх.
На щите дворянский коронованный шлем. Нашлемник: два белых орлиных крыла, концом вверх поднятые. Намет на щите красный, подложенный серебром. Герб Орловских внесен в Часть 2 Сборника дипломных гербов Польского Дворянства, не внесенных в Общий Гербовник.

## Герб используют
Осип Орловский, г. Златорыб, жалован 11.04.1822 дипломом на потомственное дворянское достоинство Царства Польского.